# NGC 4495
NGC 4495 је спирална галаксија у сазвежђу Береникина коса која се налази на NGC листи објеката дубоког неба.
Деклинација објекта је + 29° 8' 12" а ректасцензија 12h 31m 22,7s. Привидна величина (магнитуда) објекта NGC 4495 износи 13,3 а фотографска магнитуда 14,1. Налази се на удаљености од 78,7000 милиона парсека од Сунца. NGC 4495 је још познат и под ознакама UGC 7663, MCG 5-30-12, CGCG 159-9, IRAS 12289+2924, PGC 41438.